# Украинское казачество. Малая энциклопедия
«Украинское казачество. Малая энциклопедия» (укр. Українське козацтво. Мала енциклопедія) — однотомное энциклопедическое издание на украинском языке, созданное Научно-исследовательским институтом казачества при Запорожском государственном университете в 2002 году. Просвящена исторической, воинской, материальной, духовной, культурной и политической деятельности украинского казачества. Первое энциклопедическое издание подобного рода

## Редакционная коллегия
- Главный редактор — доктор исторических наук, профессор Турченко Ф. Г.
- Ответственный редактор — доктор исторических наук, профессор Лях С. Р.
- Учёный секретарь — Плецкий С. Ф.
- Сотрудники:
  - доктор исторических наук, профессор, академик НАН Украины Тронько П. Т.
  - доктор исторических наук, профессор, член-корреспондент НАН Украины Немчук В. В.
  - доктор исторических наук, профессор Дашкевич Я. Р.
  - доктор исторических наук, профессор Мицик Ю. А.
  - доктор исторических наук, профессор Ткаченко В. Г.
  - доктор исторических наук, профессор Швидько Г. К.
- и др.

## Описание энциклопедии
Всего в написании энциклопедии было задействовано более 120 учёных из Киева, Запорожья, Донецка, Харькова, Львова, Днепропетровска, Черкасс и др. Авторы энциклопедии являются учёными в области истории, этнографии, языковедения, искусствоведения, литературоведения и археологии.
В 1376 статьях энциклопедии представлены обстоятельства возникновения и становления казачества, его роль в истории, воинское искусство, общественное устройство, судопроизводство, хозяйственная деятельность, быт, обычаи, духовность и международные контакты украинского казачества, создание государственных образований Гетманщины и Запорожской Сечи.
Серия биографических статей представляет выдающихся деятелей казачества Украины, отечественных и зарубежных государственных деятелей, дипломатов, учёных, писателей и деятелей искусства, объектом внимания которых было казачество. Ряд статей описывает развитие казацких традиций в XIX—XX столетиях. Энциклопедия содержит 283 иллюстрации и 79 карт.

## Награды
В 2002 году энциклопедия была удостоена диплома книжного фестиваля «Мир книги — 2002» в городе Харькове в номинации «Книга года — созвездие столетий».
На II Киевской международной выставке-ярмарке «Книжный сад — 2002», в этом же году, энциклопедия получила диплом первой степени в конкурсе «Лучшее издание новой эпохи» в номинации «Лучшая книга начала 2002 года».